# 石川友紀
石川 友紀（いしかわ ゆき、1987年4月26日 - ）は、日本の元女子バレーボール選手。

## 来歴
埼玉県上尾市出身。小学校5年生の時にバレーボールを始める。市立川越高校では、2年生次にインターハイ・春高バレーに出場した。
2006年、Vプレミアリーグの武富士バンブーに入部。同年5月、第55回黒鷲旗全日本選手権大会で若鷲賞（新人賞）受賞。2007年、2006-07プレミアリーグにおいて新人賞を受賞した。
2006年、全日本に初選出。同年のワールドグランプリでは決勝ラウンドでスタメン出場を果たした。
2009年5月、武富士バンブーの休部に伴い、同年8月JTマーヴェラスに移籍。ニックネームは同じネームを持つ西山由樹が在籍していたため、高校時代のニックネーム「マコ」となった。2009/10Vプレミアリーグでチームを準優勝へ引き上げ、第59回黒鷲旗大会でも準優勝となった。2010年4月には全日本メンバーに登録され、アジアクラブ選手権で3位、全日本代表として第2回アジアカップに出場した。
2010/11Vプレミアリーグではチームの副主将として、同リーグの初優勝に貢献した。2012年シーズンよりチーム主将を務めた。
2014年5月、JTを退団。

## 人物・エピソード
キャッチコピー
度胸満点!ひまわりスマイル（2006世界バレー）
- 2006年7月、岩手県の全日本合宿で行われたわんこそば大会で117杯たいらげて1位になった。

## 所属チーム
- 富士見小
- 上尾南中
- 市立川越高等学校
- 武富士バンブー（2006-2009年）
- JTマーヴェラス（2009-2014年）

## 球歴・受賞歴
- 全日本代表 - 2006年、2009年、2011年
- 全日本代表としての主な国際大会出場歴
  - 世界選手権 - 2006年

- 受賞歴
  - 2006年 - 第55回黒鷲旗全日本選手権大会 若鷲賞
  - 2007年 - 2006-07プレミアリーグ 新人賞
  - 2012年 - 第54回近畿総合選手権大会 敢闘賞
  - 2013年 - 第55回近畿総合選手権大会 MVP